# Nuno Dias (treinador de futsal)
Nuno Sérgio dos Santos Dias (Cantanhede, 28 de dezembro 1972 ) é um treinador português de futsal. Atualmente é treinador da equipa sénior de futsal masculino do Sporting Clube de Portugal.
Recebeu o grau de Professor Especialista ‘Honoris Causa’ do Instituto Superior de Lisboa e Vale do Tejo (ISCE) no dia 07 de junho de 2022.

## Títulos como treinador
Dados estabelecidos segundo o website https://www.sporting.pt

7 - Campeonato de Portugal (2012/13, 2013/14, 2015/16, 2016/17, 2017/18, 2020/21 e 2021/22, todos pelo SPORTING CP)
6 - Taça de Portugal (2012/13, 2015/16, 2017/18, 2018/19, 2019/20 e 2021/22, todas pelo SPORTING CP)
6 - Supertaça de Portugal (2013/14, 2014/15, 2017/18, 2018/19, 
2019/20 e 2021/22, todas pelo SPORTING CP)
4 - Taça de Honra da AF Lisboa (2013/14, 2015/16, 2016/17 e 2017/18, todas pelo SPORTING CP)
4 - Taça da Liga de Portugal (2015/16, 2016/17, 2020/21 e 2021/22, todas pelo SPORTING CP)
2 - Liga dos Campeões (2018/19 e 2020/21, ambas pelo SPORTING CP)
2 - Record International Masters Futsal (2018 e 2022 pelo SPORTING CP)